# Distretto di Lanciano
Il distretto di Lanciano fu una delle suddivisioni amministrative del Regno delle Due Sicilie, subordinate alla provincia di Abruzzo Citeriore, soppressa nel 1860.

## Istituzione e soppressione
Fu costituito nel con la legge 132 del 1806 Sulla divisione ed amministrazione delle province del Regno, varata l'8 agosto di quell'anno da Giuseppe Bonaparte. Con l'occupazione garibaldina e annessione al Regno di Sardegna del 1860 l'ente fu soppresso.

## Suddivisione in circondari
Il distretto era suddiviso in successivi livelli amministrativi gerarchicamente dipendenti dal precedente. Al livello immediatamente successivo, infatti, individuiamo i circondari, che, a loro volta, erano costituiti dai comuni, l'unità di base della struttura politico-amministrativa dello Stato moderno. A questi ultimi potevano far capo le ville, centri a carattere prevalentemente rurale. I circondari del distretto di Lanciano ammontavano a nove ed erano i seguenti:
- Circondario di Casoli:
Casoli, Altino e Roccascalegna;
- Circondario di Lama:
Lama, Civitella, Fara San Martino, Palombaro e Taranta;
- Circondario di Lanciano:
Lanciano (con le ville di Villamartelli, Villa Stanazzo), Mozzagrogna e Santa Maria Imbaro;
- Circondario di Orsogna:
Orsogna, Castelnuovo e Sant'Eusanio;
- Circondario di Ortona:
Ortona a Mare (con le ville di Villa Caldari, Villa Grande, Villa Iubatti, Villa Rogatti, Villa San Leonardo, Villa San Nicola, Villa San Tommaso, Villa Torre) e Crecchio (con la villa di Villa Baccile);
- Circondario di Palena:
Palena, Gamberale, Colledimacine, Lettopalena e Pizzoferrato;
- Circondario di San Vito:
San Vito (con la villa di Sant'Apollinare), Fossacesia (con la villa di Scorciosa), Frisa, Rocca San Giovanni e Treglio;
- Circondario di Torricella:
Torricella, Fallascoso, Gessopalena e Montenerodomo;
- Circondario di Villa Santa Maria:
Villa Santa Maria, Borrello, Buonanotte, Civitaluparella, Fallo, Montelapiano, Pennadomo, Quadri, Rojo e Rosello (con la villa di Giuliopoli).